# Enemic

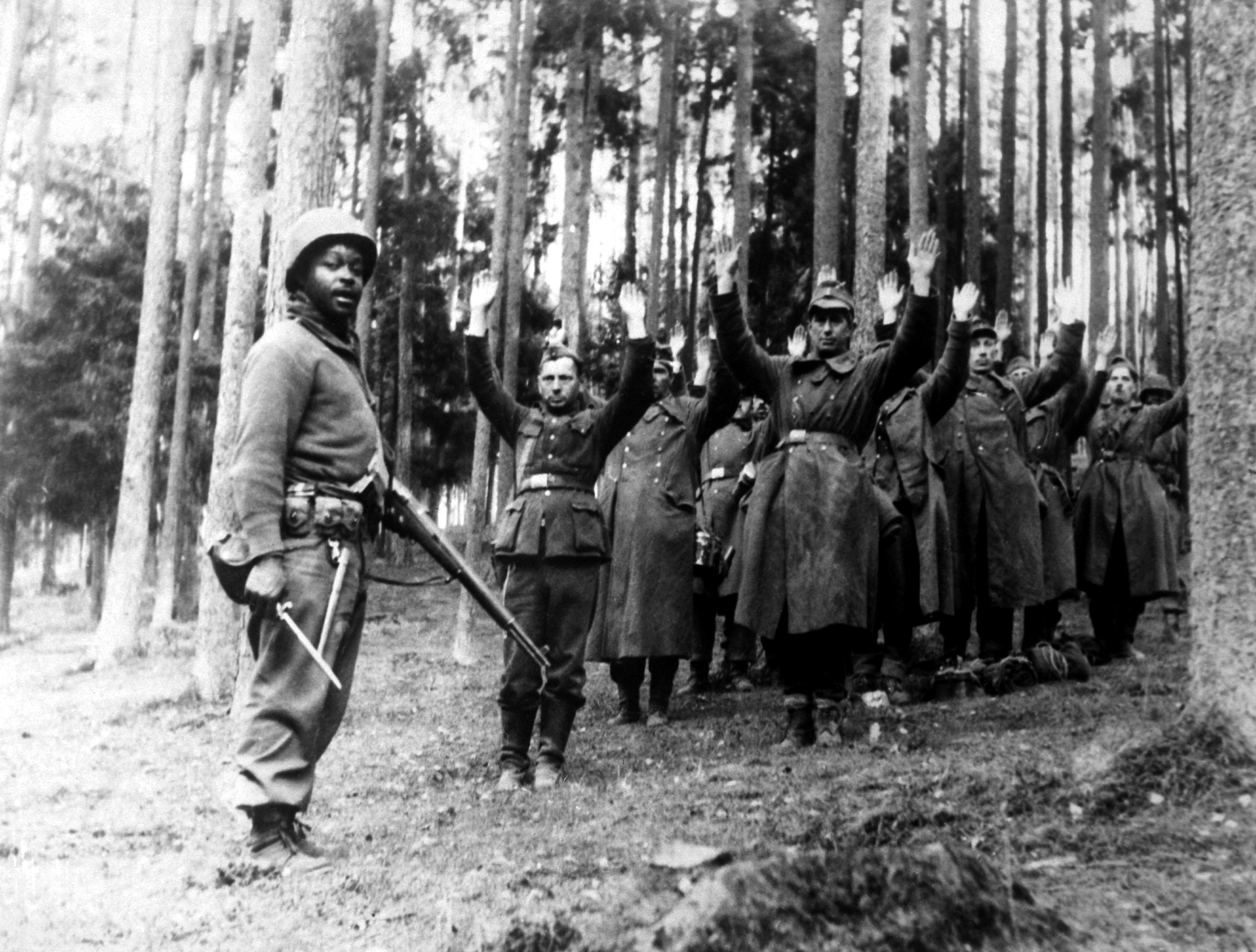
Un soldat nord-americà vigila un grup de presoners enemics durant la Segona Guerra Mundial.

El concepte  enemic  és l'expressió radical de l'enemistat, l'antagonisme exacerbat o el desacord extrem, innegociable i intolerant entre ens socials, polítics, religiosos, etc.
Es considera  enemic  a una persona o grup de persones, que s'oposen a un altre grup de persones ja sigui per les seves idees, pensaments, activitats o per motius polítics radicals com ara envair un altre país per la captura dels seus Recursos naturals.
En el cas de la Declaració de guerra es considera com a enemic a les forces armades d'un altre país i, depenent de les regles d'enfrontament, als seus civils com hostils.
Quan es captura a un enemic del bàndol contrari se li podria considerar presoner de guerra i el qual ha de ser tractat, d'acord amb els Convencions de Ginebra si els bàndols estan subscrits.
A la Segona Guerra Mundial, el Japó imperial no es va adherir a les convencions de Ginebra i va realitzar innombrables actes de barbàrie en contra dels seus presoners de guerra, especialment a aquells nàufrags d'embarcacions enfonsades per l'arma de submarins com és el cas del I-26 i el I-8. Els civils enemics no van córrer millor sort com és el cas de la batalla de l'Illa Wake en què es van executar a 98 civils i militars el 1943.
Tampoc van escapar a aquestes pràctiques contràries a la convenció de Ginebra, Alemanya, EUA ni Anglaterra. En el cas de l'Alemanya nazi, aquesta recórrer als presoners russos per massacrar directament a les borses, en experiments amb armes biològiques, experiments en condicions extremes o gaseamiento en camps de concentració.
Paradoxalment, es van donar casos de cooperació simbiòtica entre enemics, com és el cas del presoner rus que va accedir a cooperar amb els alemanys fins i tot en passar-se de bàndol, se'ls va cridar HiWi.
En les guerres civils, els enemics del bàndol perdedor o antagonista no estan emparats ni per la llei ni convencions, pel que són més cruents els tractes entre connacionals.